# Erich Haniel
Erich Haniel (* 7. April 1933 in Nürnberg) ist ein deutscher Verwaltungsjurist und ehemaliger Regierungspräsident von Oberfranken.

## Werdegang
Erich Haniel studierte Jura und trat nach der Promotion 1961 an der Juristischen Fakultät der Friedrich-Alexander-Universität Erlangen-Nürnberg in bayerische Staatsdienste ein. Er war 1976 bis 1986 Regierungsvizepräsident von Oberbayern und zeitgleich Starnberger CSU-Kreisvorsitzender. Nach einem kurzzeitigen Intermezzo als Ministerialdirigent im Bayerischen Innenministerium war er von 1989 bis 1998 Regierungspräsident von Oberfranken mit Sitz in Bayreuth. Im Ruhestand war Haniel stellvertretender Landesvorsitzender des Volksbundes Deutsche Kriegsgräberfürsorge. Er lebt heute in Starnberg.

## Ehrungen
- Bundesverdienstkreuz am Bande (1986)
- Bundesverdienstkreuz 1. Klasse (1991)
- Bayerischer Verdienstorden (1995)